# Municipio de Washington (condado de Clarion)
El municipio de Washington (en inglés: Washington Township) es un municipio ubicado en el condado de Clarion en el estado estadounidense de Pensilvania. En el año 2000 tenía una población de 2.037 habitantes y una densidad poblacional de 24.2 personas por km².

## Geografía
El municipio de Washington se encuentra ubicado en las coordenadas 41°22′36″N 79°22′59″O / 41.37667, -79.38306.

## Demografía
Según la Oficina del Censo en 2000 los ingresos medios por hogar en la localidad eran de $31,250 y los ingresos medios por familia eran de $35,750. Los hombres tenían unos ingresos medios de $30,000 frente a los $18,289 para las mujeres. La renta per cápita de la localidad era de $13,218. Alrededor del 22% de la población estaba por debajo del umbral de pobreza.